# William Lander
William Lander (* 8. Mai 1817 im County Tipperary, Irland; † 8. Januar 1868 in Lincolnton, North Carolina) war ein US-amerikanischer Jurist und konföderierter Politiker. Er gehörte der Demokratischen Partei an.

## Werdegang
William Lander, ältestes Kind von Elizabeth „Eliza“ Ann Miller und Samuel Lander, wurde während der Regierungszeit von Georg III., König des Vereinigten Königreichs Großbritannien und Irland, im County Tipperary geboren. Die Familie wanderte 1818 nach Amerika aus. Ihr erstes Ziel war Boston (Massachusetts). Von dort aus zogen sie in kleinen Etappen nach Süden. In North Carolina erreichte die Familie 1824 Salisbury (Rowan County) und 1826 Lincolnton (Lincoln County). Sein Vater wurde ein erfolgreicher Kutschenbauer und war auch als Laienmethodistenprediger tätig. William besuchte die Lincolnton Academy und das Cokesbury College in South Carolina. Danach studierte er Jura in Lincolnton bei dem Rechtsanwalt James Richard Dodge (1795–1880). 1839 erhielt er seine Zulassung als Anwalt. Sein Studium war von der Wirtschaftskrise von 1837 überschattet und die Folgejahre sollten es vom Mexikanisch-Amerikanischen Krieg sein. Mit seiner Redekunst und seinem rechtlichen Scharfsinn konnte er sich aber bald eine erfolgreich laufende Praxis aufbauen, so dass er eine kleine Farm erwerben und betreiben konnte. 1852 wurde er in das Repräsentantenhaus von North Carolina gewählt, wo er eine einzige Amtsperiode tätig war. Während dieser Zeit richtete er den größten Teil seiner Aufmerksamkeit darauf die Probleme zu klären, welche 1846 durch die Aufteilung in das Lincoln County und das Gaston County entstanden. Lander wurde zum County Solicitor gewählt, bekleidete den Posten kurz, da er 1853 District Solicitor wurde. Er hielt den zuletzt genannten Posten bis 1862, während er weiter als Anwalt tätig war. Seine politische Reputation wuchs während der Sezessionskrise. Er nahm 1860 an der Democratic National Convention in Charleston (South Carolina) teil, wo er sich für die Parteieintracht einsetzte. Die Convention wurde aber vor dem Abschluss abgebrochen und daher wurde eine neue Convention in Baltimore (Maryland) einberufen, wo Stephen A. Douglas (1813–1861) als Präsidentschaftskandidat nominieren werden sollte. Lander verkündete für seine Delegation folgendes:

“A very large majority of our delegation is compelled to retire permanently from this convention on account … of the unjust course that has been pursued.”

Danach gesellte er sich zu den anderen Southern „Bolters,“ um John C. Breckinridge (1821–1875) und Joseph Lane (1801–1881) zu nominieren. Im Oktober, in einer in hohem Maße beachteten Debatte mit Zebulon Baird Vance (1830–1894) gab Lander zu, dass die Wahl von Abraham Lincoln (1809–1865) zum US-Präsidenten nicht der einzige Grund für die Sezession sein konnte, warnte aber davor, dass nachfolgende Vorkommnisse diese herbeiführen könnten. Anfang 1861 war Lander ein aktiver Sezessionist und nahm im Mai als Delegierter an der Sezessionsversammlung von North Carolina teil, wo er für die Sezession seines Staates stimmte. Im November 1861 wurde er für den achten Wahlbezirk von North Carolina in den ersten Konföderiertenkongress gewählt, wo er vom 18. Februar 1862 bis zum 17. Februar 1864 tätig war. Während dieser Zeit saß er in dem Committee on Patents und dem Committee on Quartermaster and Commissary Departments. Im Allgemeinen war er ein standhafter konföderierter Nationalist, wenngleich zögerlich, welcher die meisten Beschlussvorlagen der Zentralregierung unterstützte, egal ob diese dabei die Kontrolle über die Individuen oder die Wirtschaft wünschte. Zum Beispiel war sein einziges Zugeständnis an die Staatsinteressen, während der Debatten über die Wehrpflicht, die Unterstützung einer missglückten Gesetzesänderung, worin der Präsident nun die Staaten aufforderte Wehrpflichtige zu stellen, obwohl sie ihn mit ihren letzten Arbeitskräften versorgt hatten. Allein die Verwerfung der alten Banknoten stellte für Lander eine Vertragsverletzung dar und spiegelte die Unzufriedenheit seines Staates mit der konföderierten Legislative. Bei seiner Wiederwahlkandidatur 1863 erlitt er eine Niederlage, da er als Friedenskandidat auftrat. Nach seiner Rückkehr nach Lincolnton, nahm er seine Tätigkeit als Anwalt wieder auf und übte diese bis zu seinem Tod 1868 aus. Zwischen 1858 und 1867 war er Trustee an der University of North Carolina. Sein Leichnam wurde auf dem Friedhof der Methodistenkirche in Lincolnton beigesetzt.

## Familie
Lander heiratete am 8. Mai 1839 Sarah Tillman Connor (1824–1863) aus Cokesbury (South Carolina). Das Paar hatte sechs Kinder: Samuel, Agnes, Ella, Frank, William und Clara. Die zwei zuletzt genannten Kinder verstarben noch in der Kindheit.